# James Madison Senior
James Madison Senior (Contea di Orange, 27 marzo 1723 – Montpelier, 27 febbraio 1801) è stato un militare statunitense.

## Biografia
Fu un grande proprietario di piantagione di tabacco nella contea di Orange nello stato della Virginia. Figlio di Ambrose Madison e Frances Taylor, fu il padre del presidente degli Stati Uniti d'America James Madison. Durante la Rivoluzione Americana, Madison fu un colonnello della milizia della Virginia.
Sposò Eleanor Rose Conway (9 gennaio 1731 - 11 febbraio 1829) con cui ebbe 12 figli:
- James Madison (1751-1836)
- Francis Taylor Madison (18 giugno 1753-1800)
- Ambrose Madison (27 gennaio 1755-ottobre 1793)
- Catlett Madison (10 febbraio 1758-18 marzo 1758)
- Nelly Conway Madison (14 febbraio 1760- 24 dicembre 1802)
- William Taylor Madison (5 maggio 1762- 20 luglio 1843)
- Sarah Catlett Madison (17 agosto 1764-1843)
- Elizabeth Madison (6 febbraio 1768-maggio 1775)
- Reuben Madison (19 settembre 1771-17 maggio 1775)
- Frances Taylor Madison (4 ottobre 1774-ottobre 1823)

Inoltre ebbero due bambini a cui non fu mai dato un nome per la loro morte prematura, uno nato nel 1766 e l'altro nel 1770.